# Яшима Гакутей
Яшима Ґакутей (яп. 八島岳亭; бл. 1786 — 1868) — японський майстер гравюр укійо-е та поет першої половини ХІХ століття.

## Життєпис
Народився у місті Осака. Збережені відомості, що він був позашлюбною дитиною одного самурая, відомого під іменем Хірата. Точного ріку народження не збережено, умовно його рахують з 1786 року. Мати малюка пошлюбилась з чоловіком, що походив з феодального клану Яшима. Молодий художник в дорослому віці узяв назву клану за своє перше ім'я, ототожнюючи себе з представниками клану.
Ймовірно, що перші навички художньої майстерності здобув і місті Осака, де засвоїв техніку деревориту, поширену на той час серед художників і графіків Японії.
Декотрий час працював у майстерні художника Кацусіка Хокусай, запозичивши у останнього узагальнення в малюванні, досвід створення манга та помірне експериментування з технікою створення деревориту.

## Особливості творчості
Збережено мало відомостей про біографію художника. Він створював вірші. переважно гумористичного напрямку, котрі розміщав на власних гравюрах. Серед творчого доробку художника — ілюстрації до книг, сценки з тогочасного японського театру, поштівки (сурімоно). В гравюрах спробував власні здібності в створенні побутових сцен, натюрмортів, в анімалістичному жанрі і в пейзажах. У пейзажному жанрі розробляв морські краєвиди, що було рідкістю у художників — учнів Кацусіка Хокусая.
Яшима Гакутей експериментував з композиціями і технікою друку. Так, в одному з натюрмортів він створив квіти не пензлями, в технікою тиску на папір, використавши як фарбу білий колір самого паперу.

## Натюрморти майстра та анімалістичний жанр

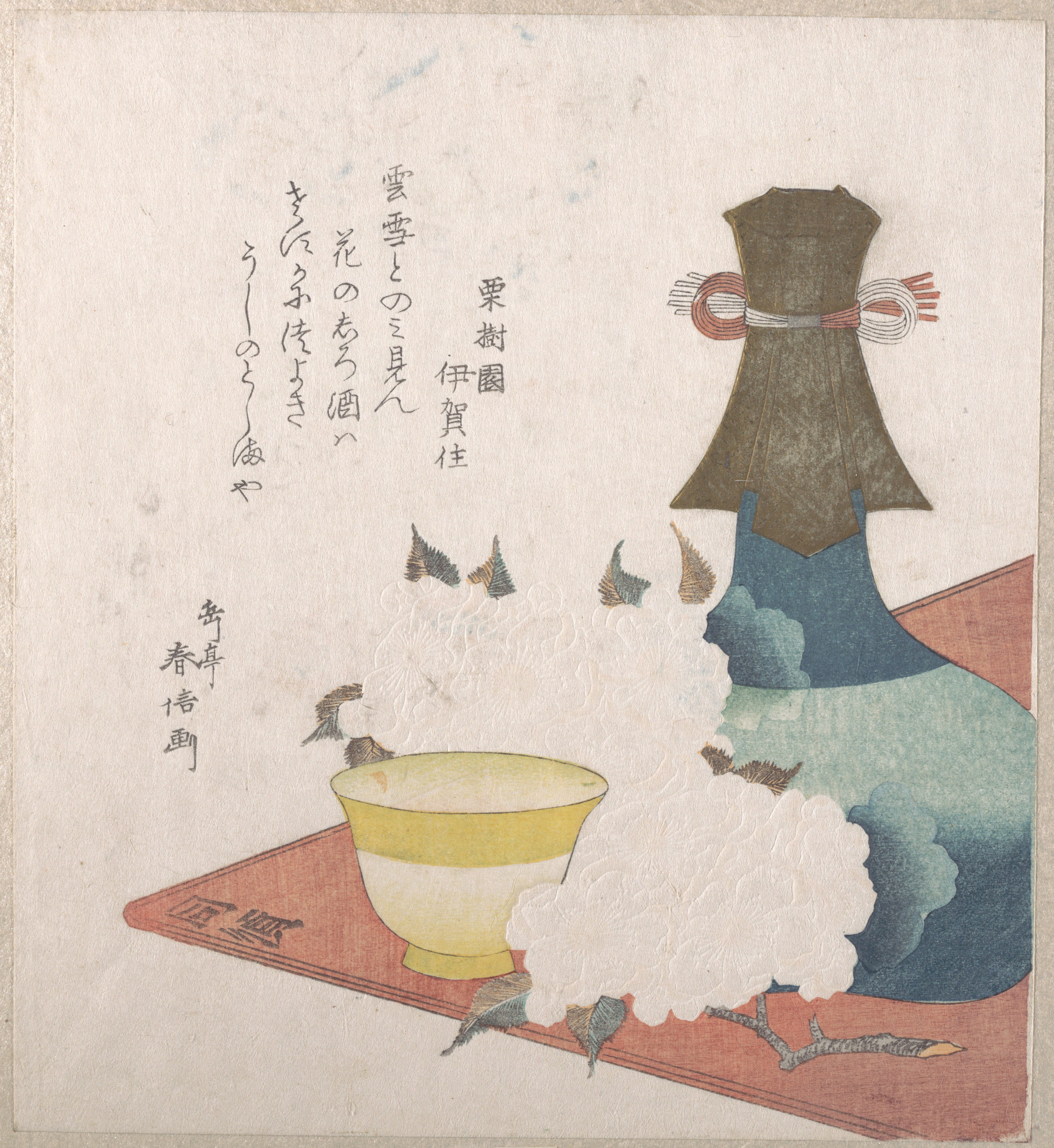
«Натюрморт з пляшкою і квітами», бл. 1817. Музей мистецтва Метрополітен
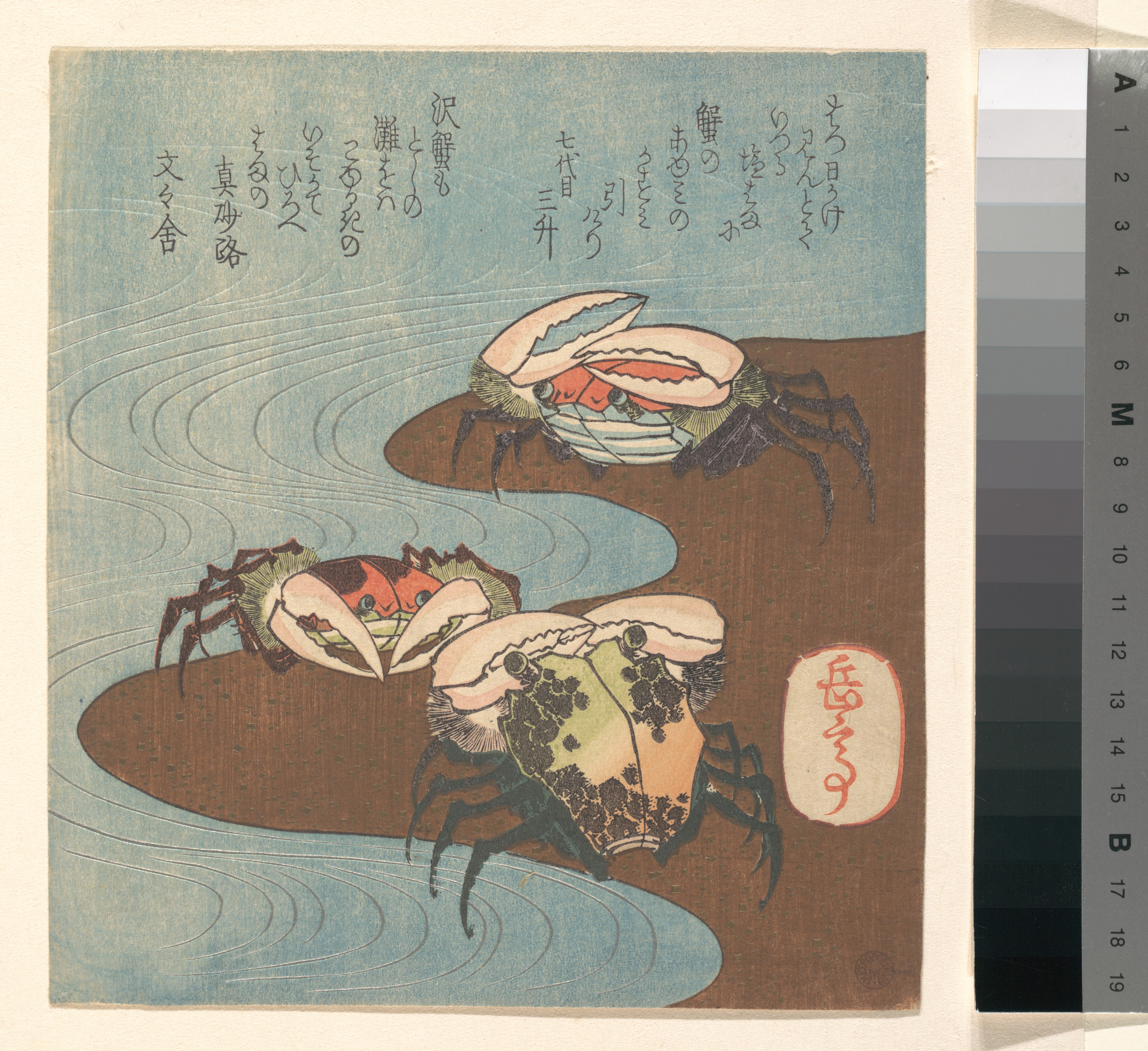
Яшима Гакутей. «Краби на узбережжі». бл. 1830. Музей мистецтва Метрополітен
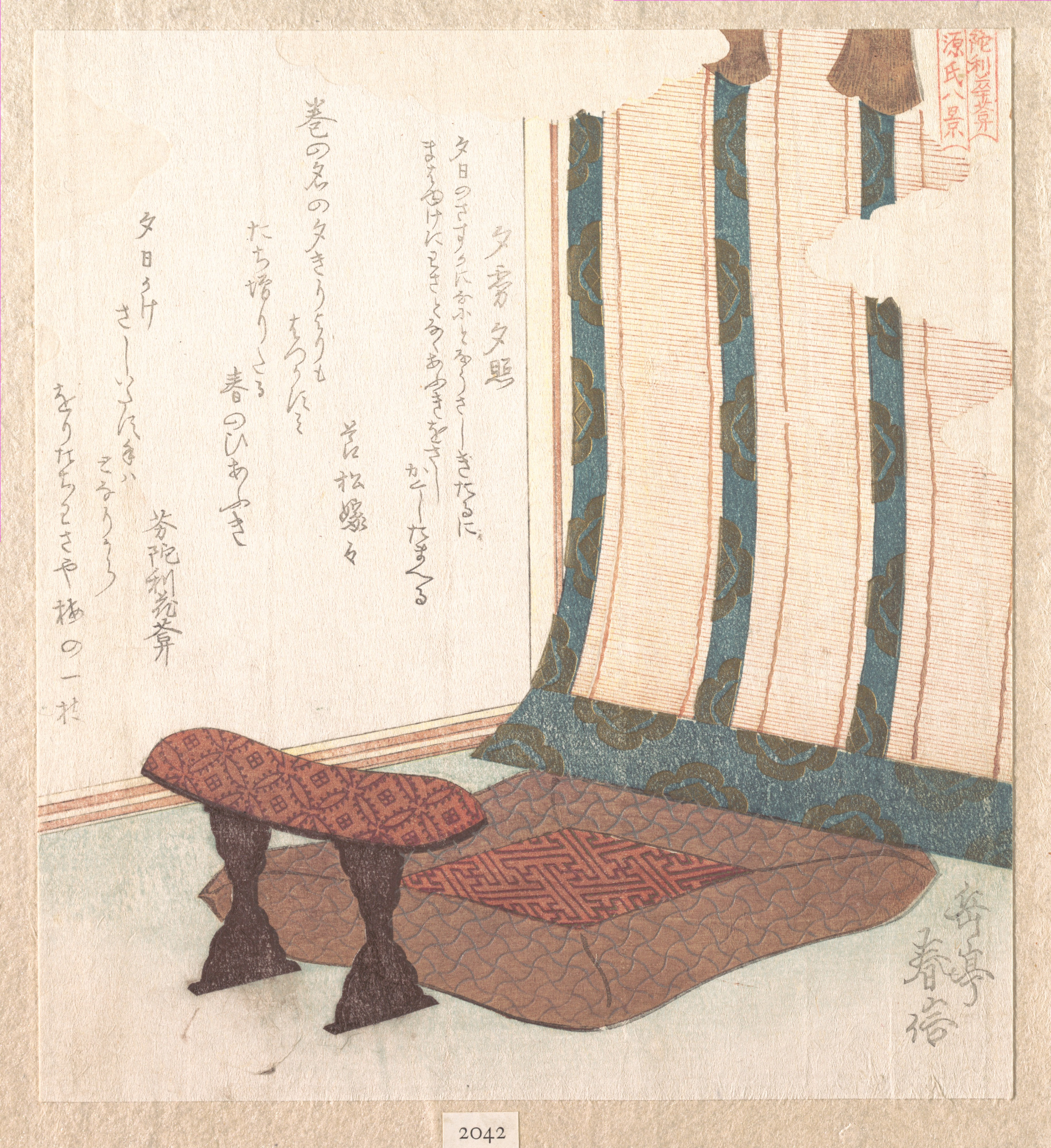
Яшима Гакутей. «Куток японської домівки»
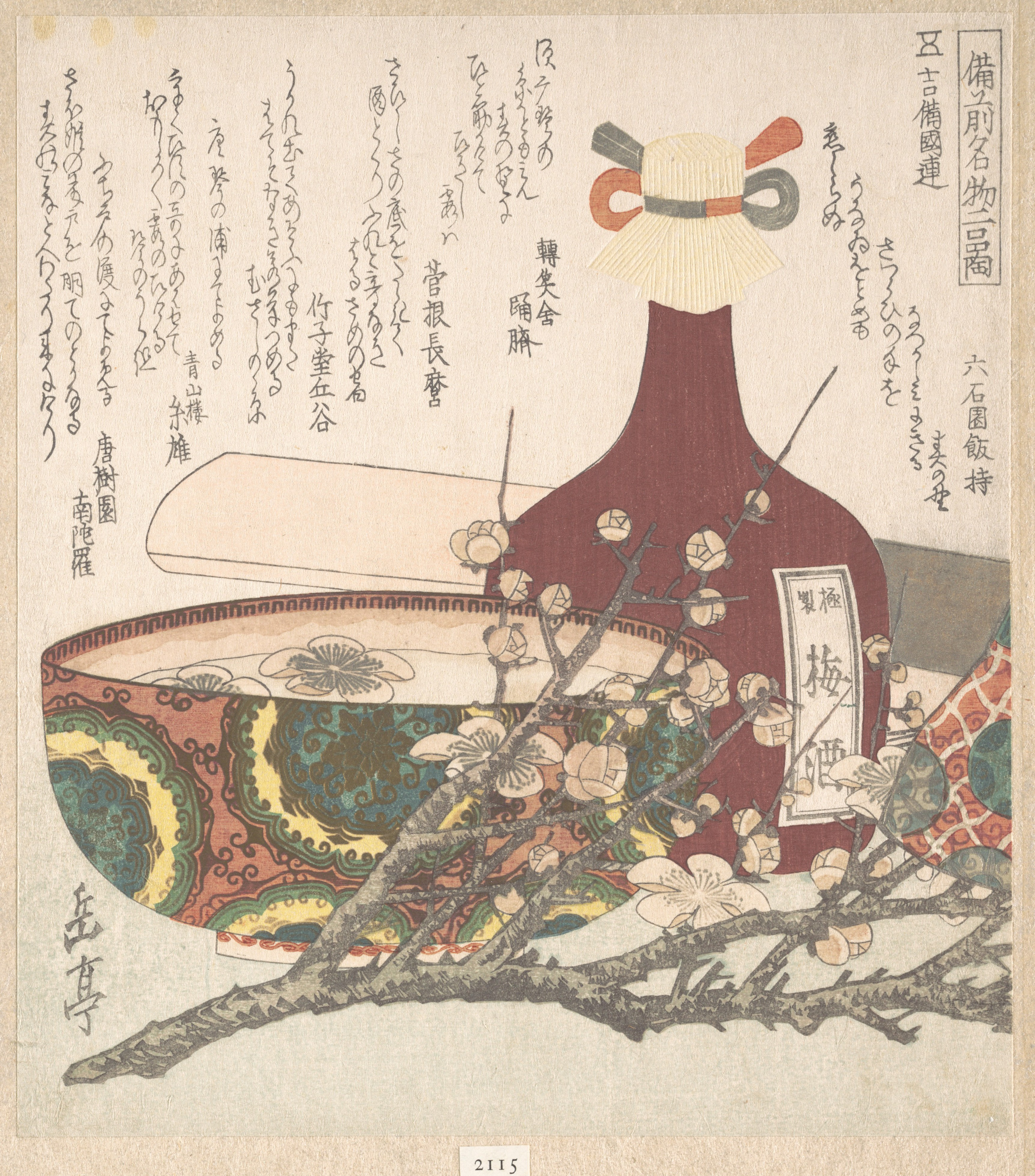
Яшима Гакутей. «Натюрморт з пляшкою та гилкою сакури». Музей мистецтва Метрополітен
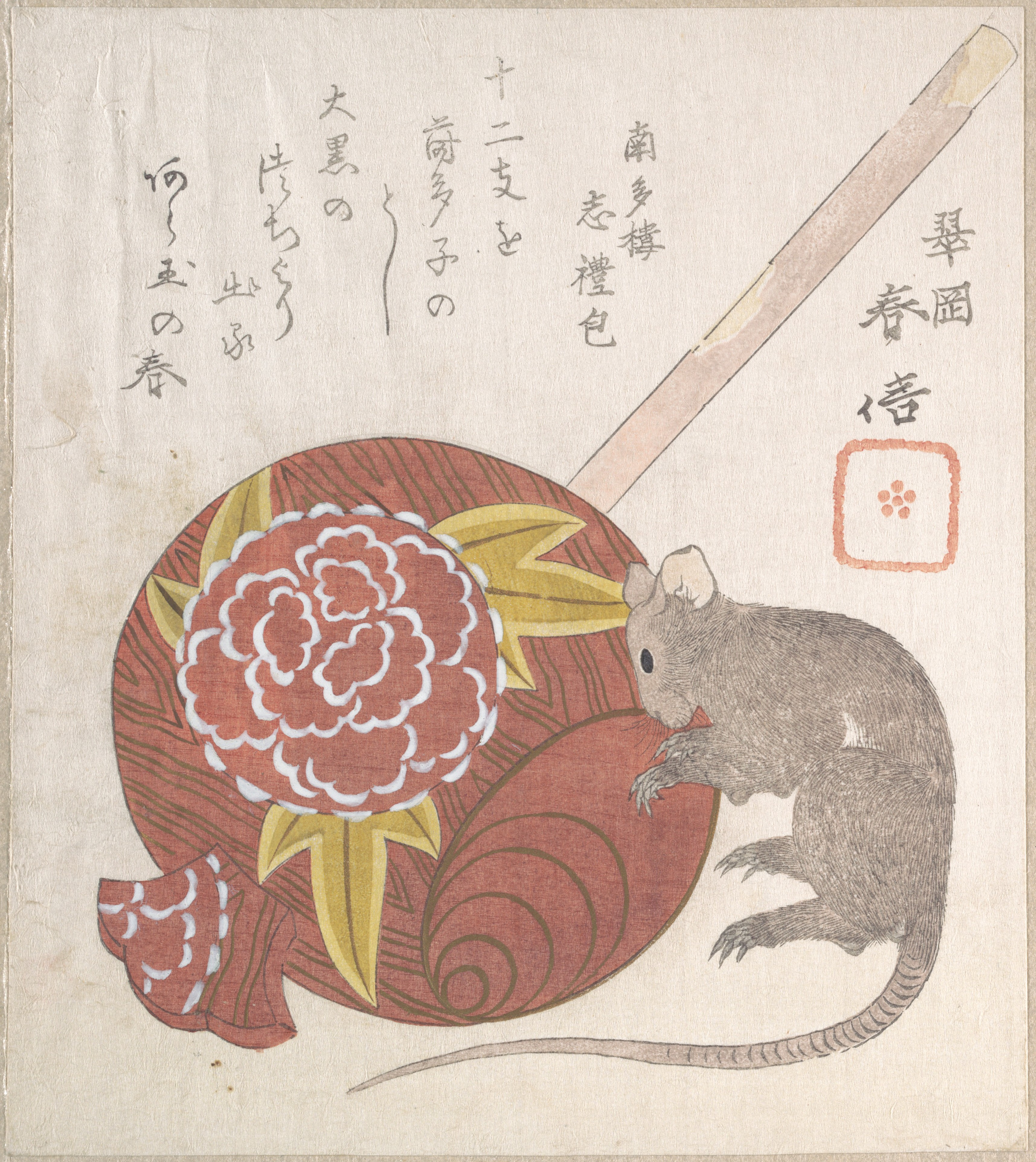
Яшима Гакутей. «Щур». Музей мистецтва Метрополітен
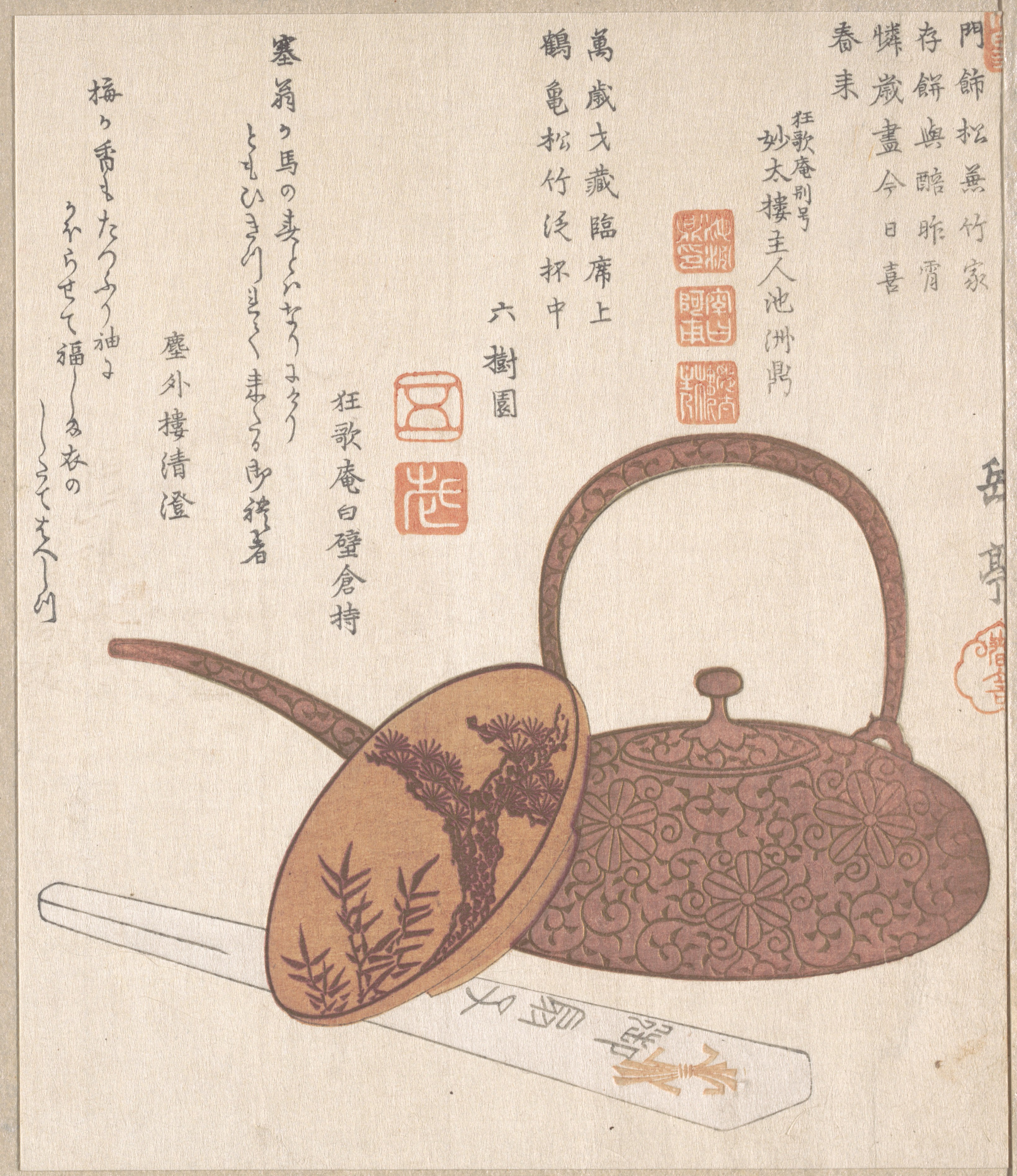
Яшима Гакутей. «Металевий чайник». Музей мистецтва Метрополітен

## Пейзажі

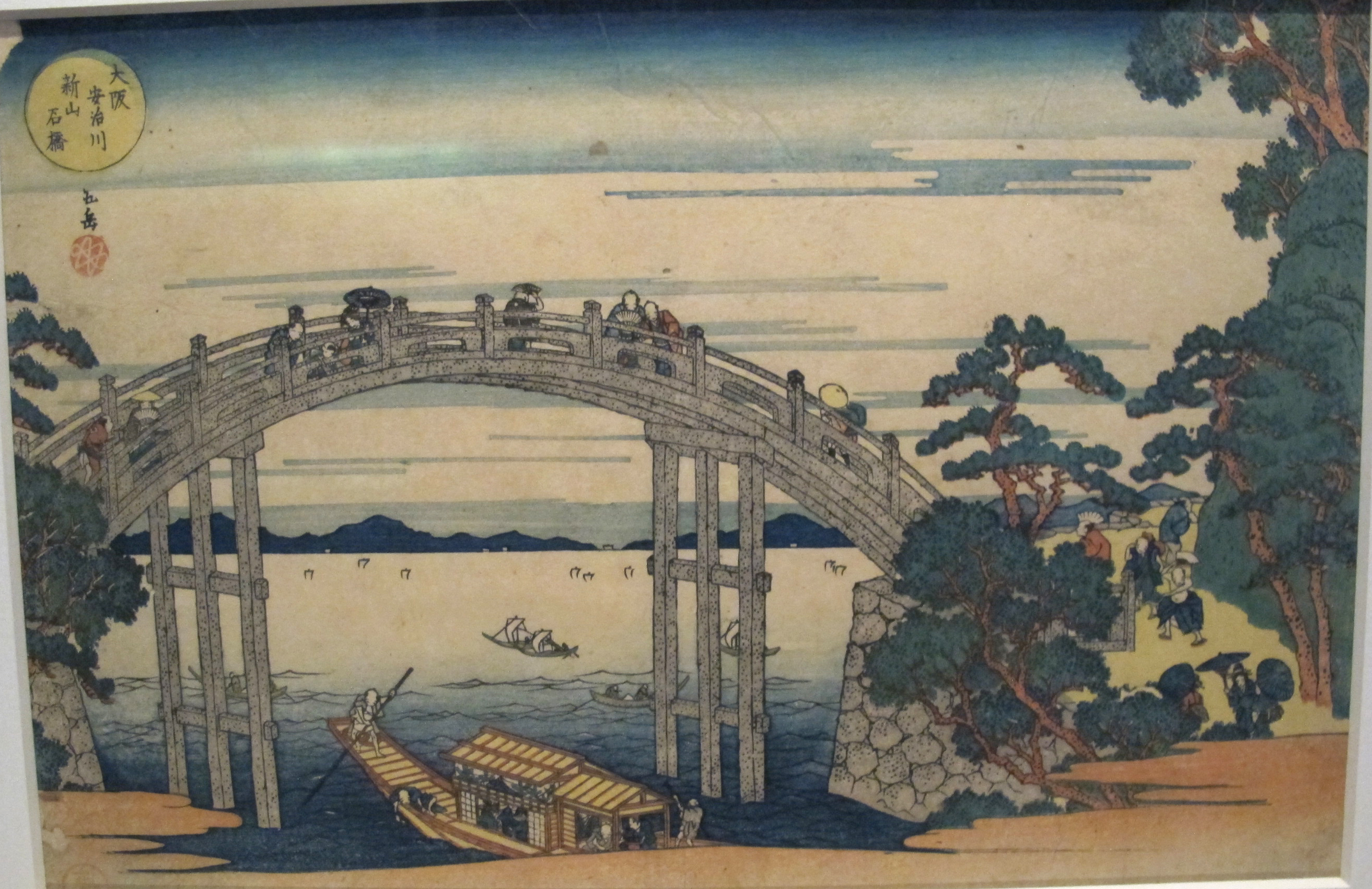
Яшима Гакутей. «Кам'яний міст на узбережжі в Осака»
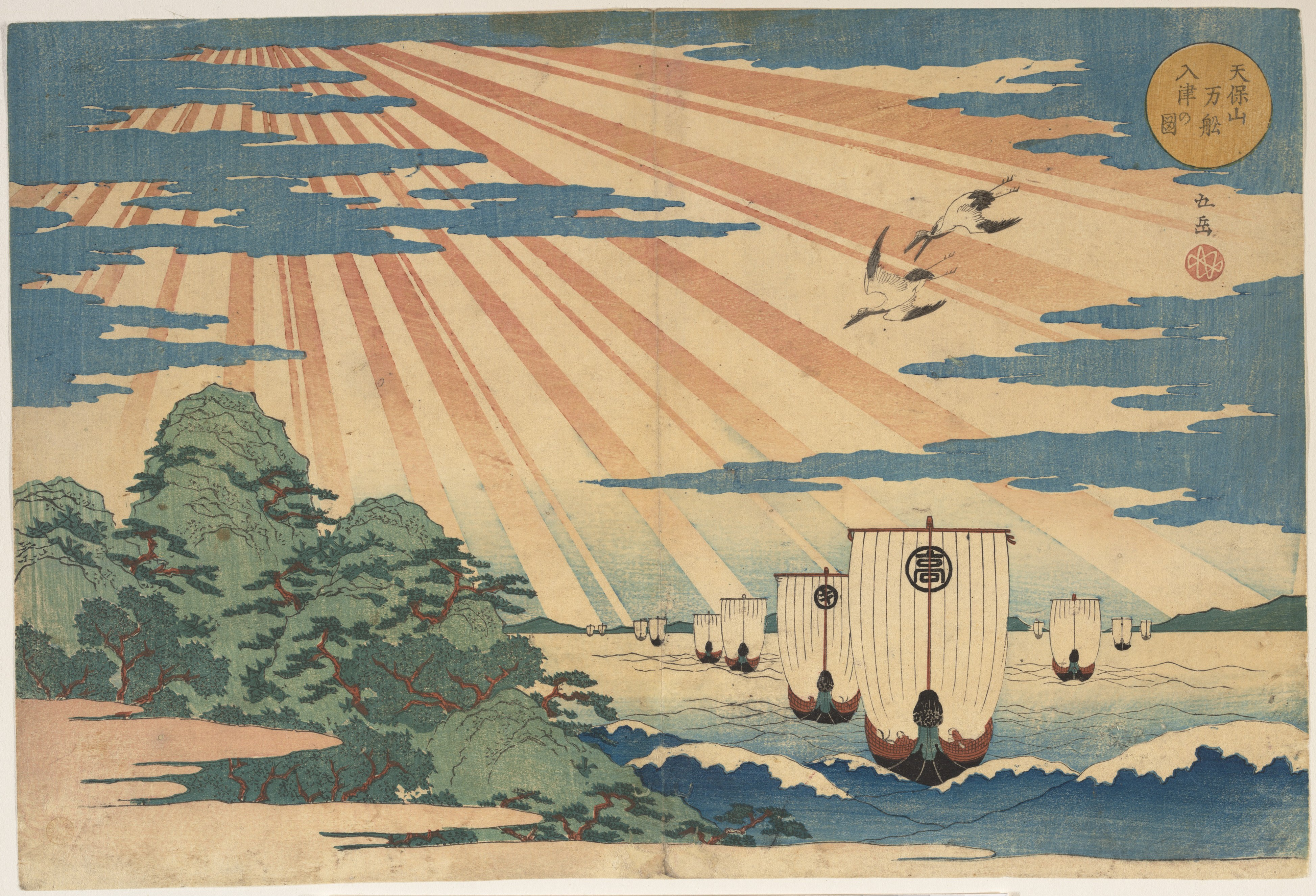
Яшима Гакутей. «Човни і хмари», Музей мистецтва Метрополітен
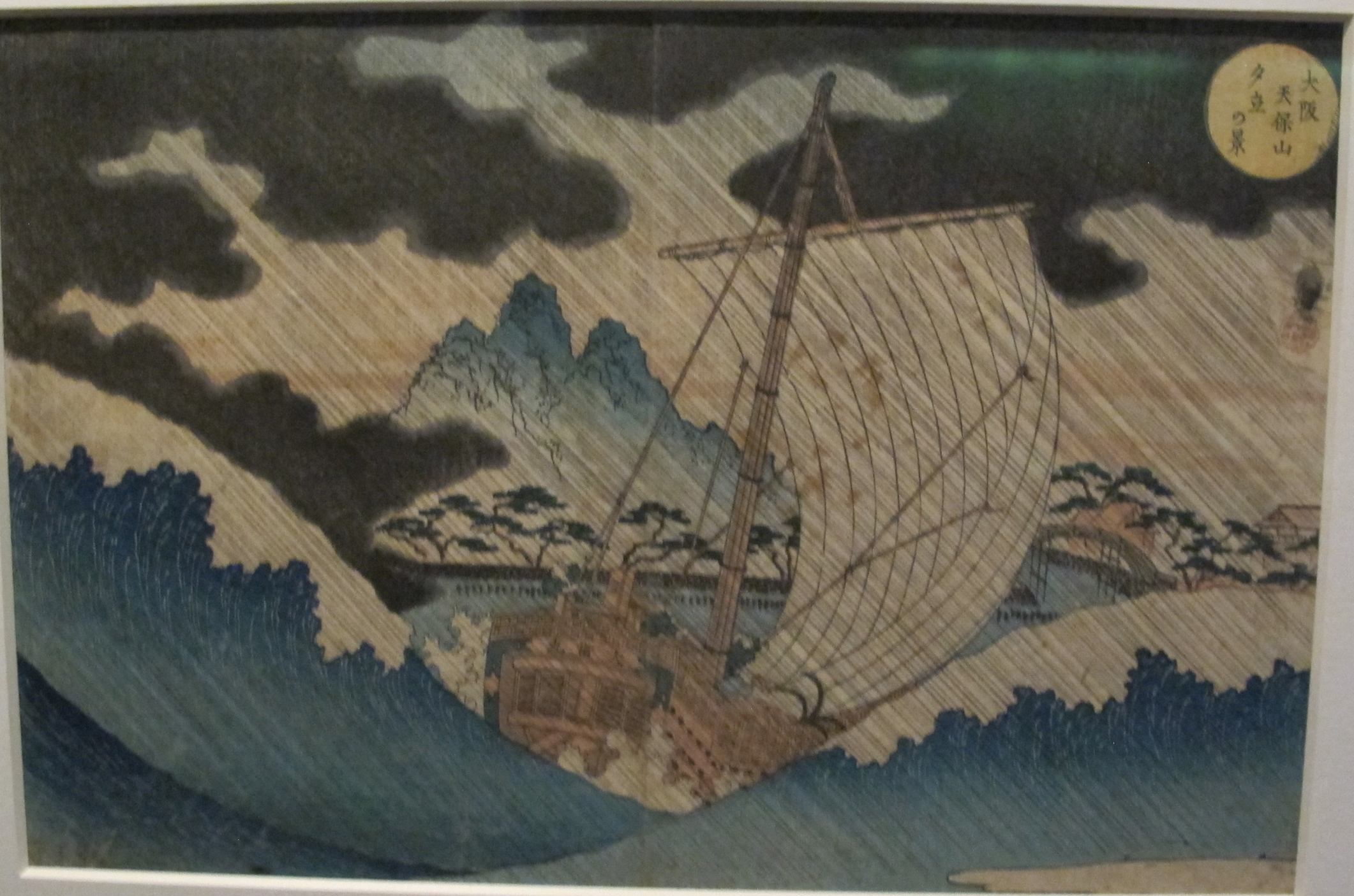
Яшима Гакутей. «Дощ», 1-а половина XIX ст.

## Обрані твори (галерея)

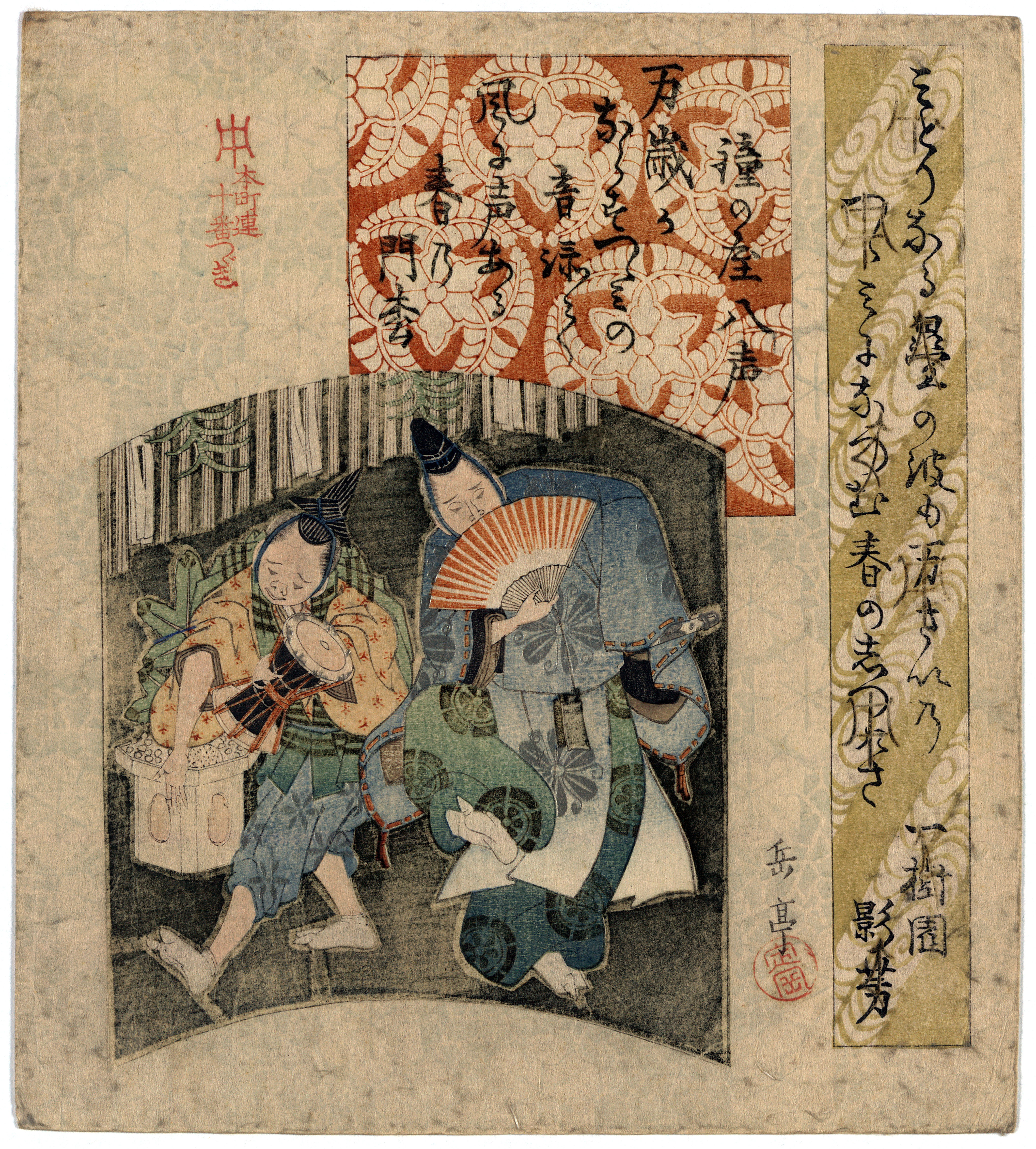
Яшима Гакутей. «Сценка з японської комедії»
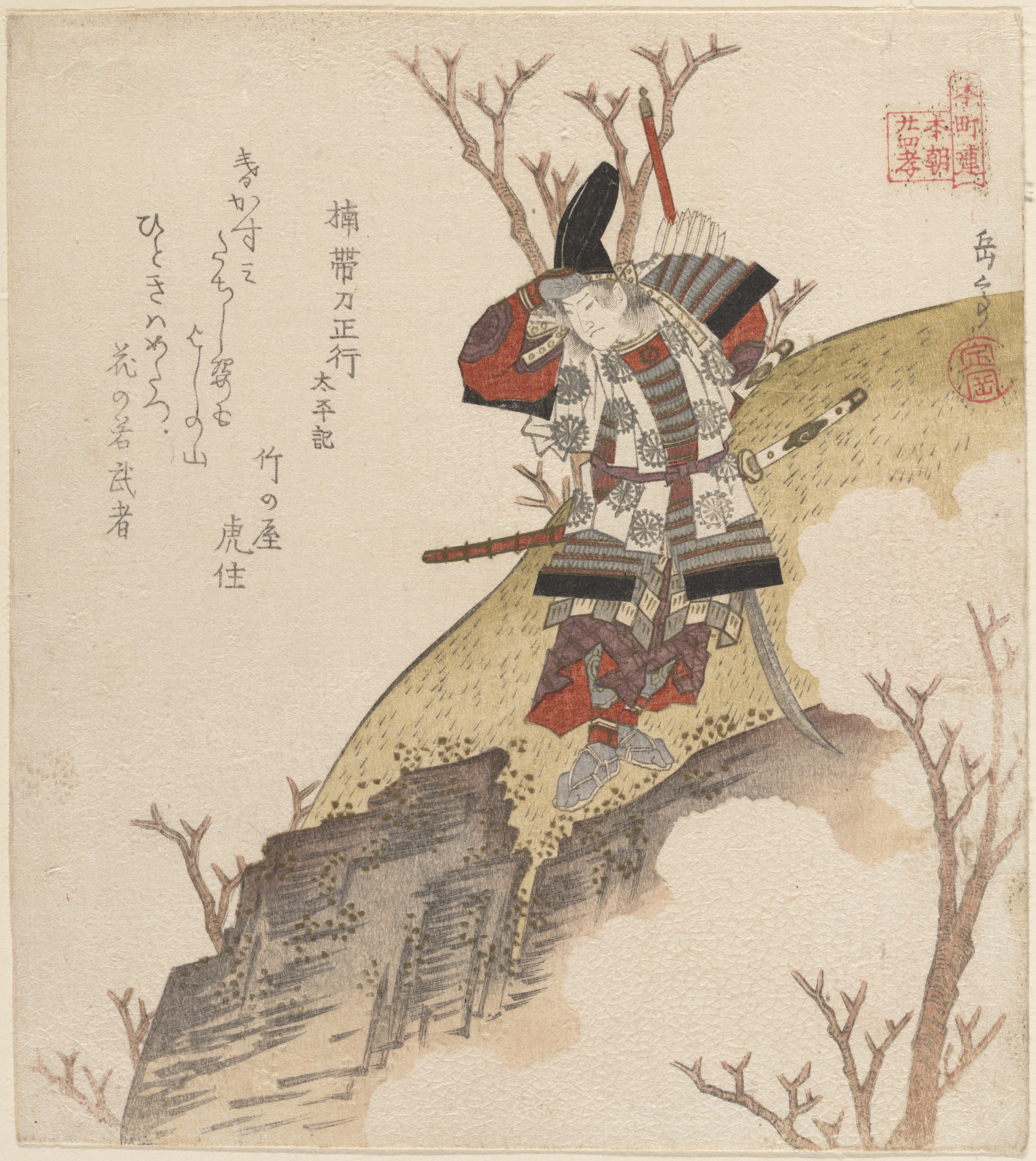
Яшима Гакутей. «Самурай», бл. 1840, Музей мистецтва Метрополітен
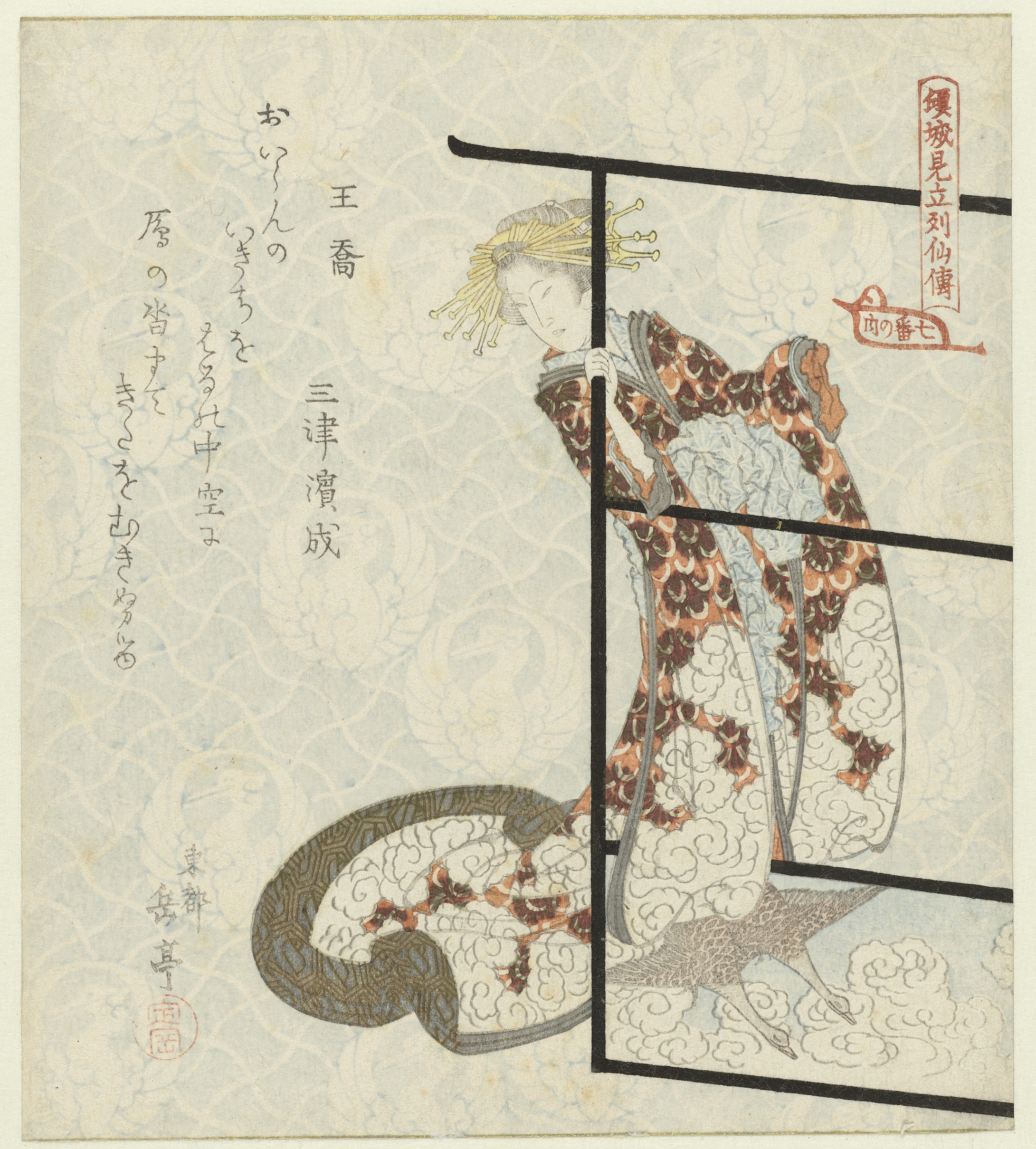
Яшима Гакутей. Державний музей Амстердама
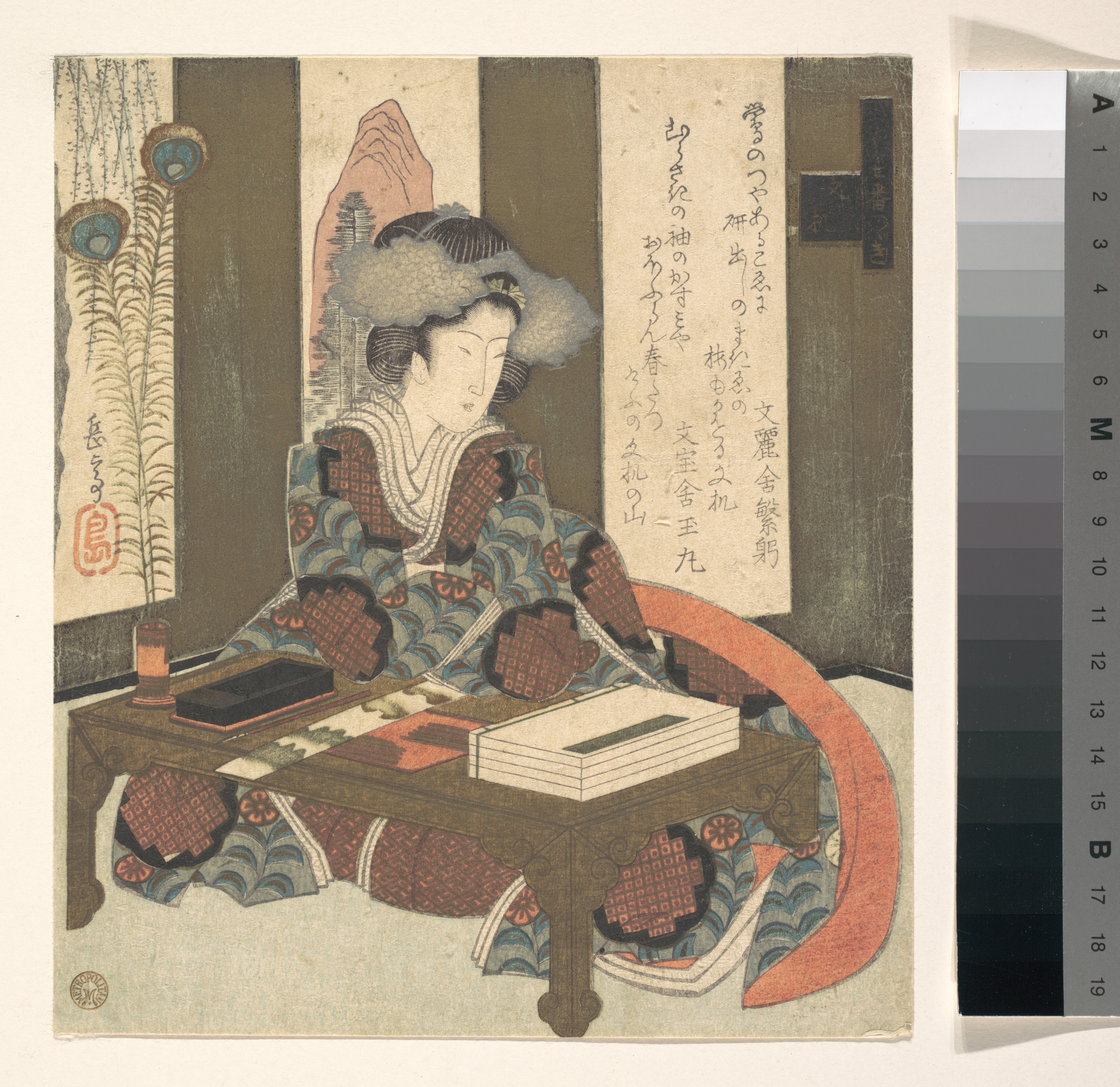
Яшима Гакутей. «Сурімоно»
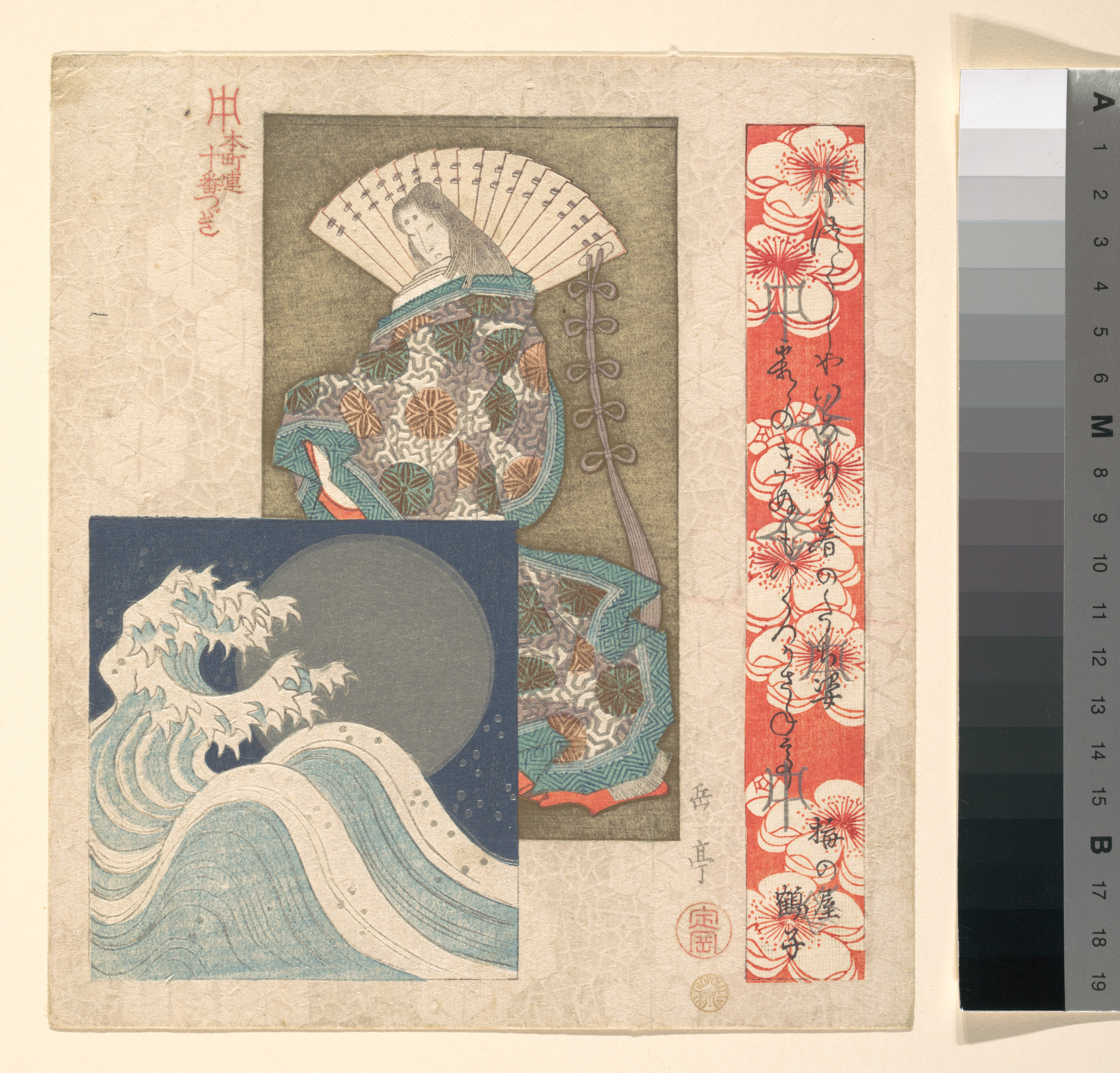
Яшима Гакутей.
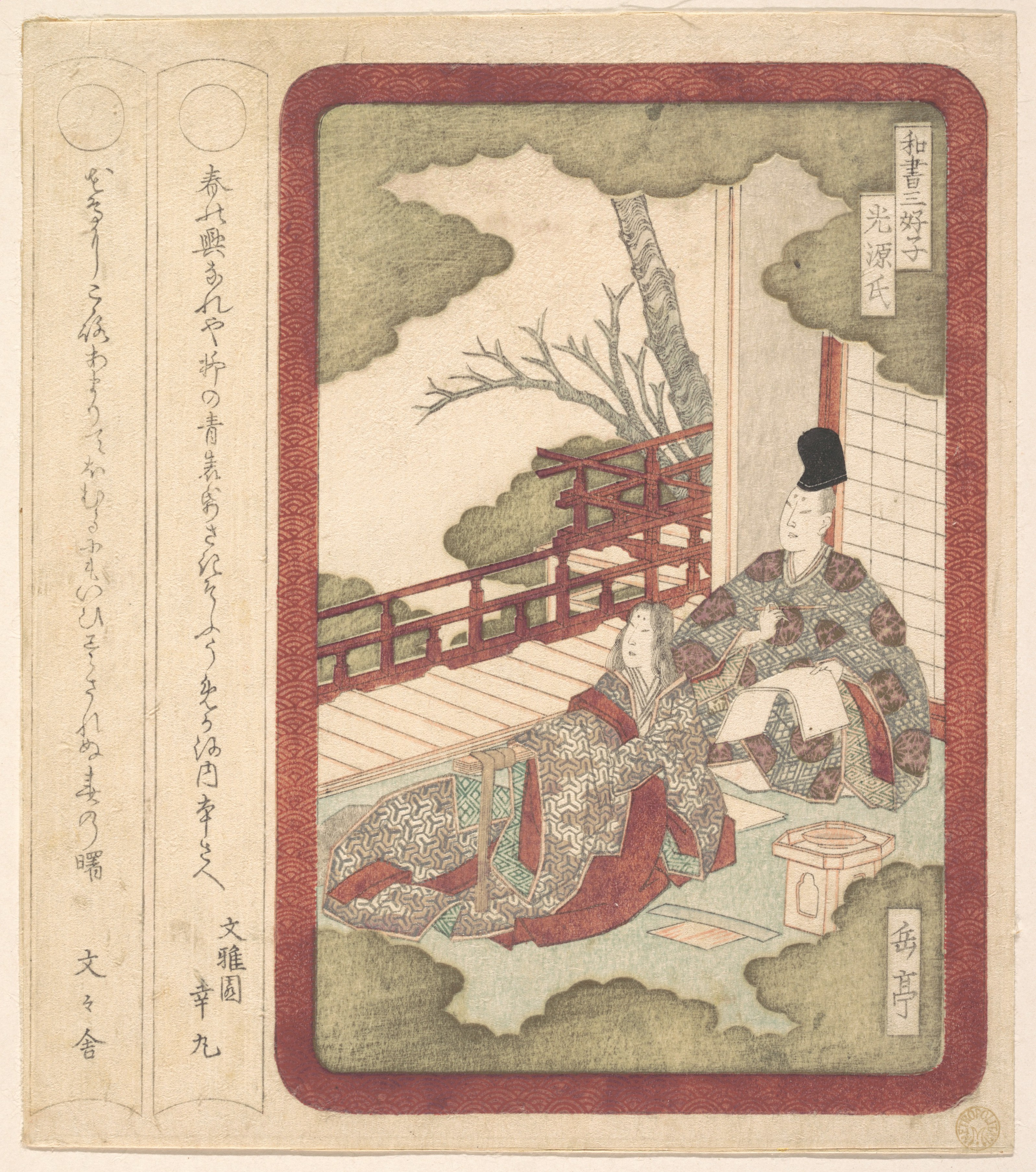
Яшима Гакутей. «На терасі» (сурімоно), Музей мистецтва Метрополітен
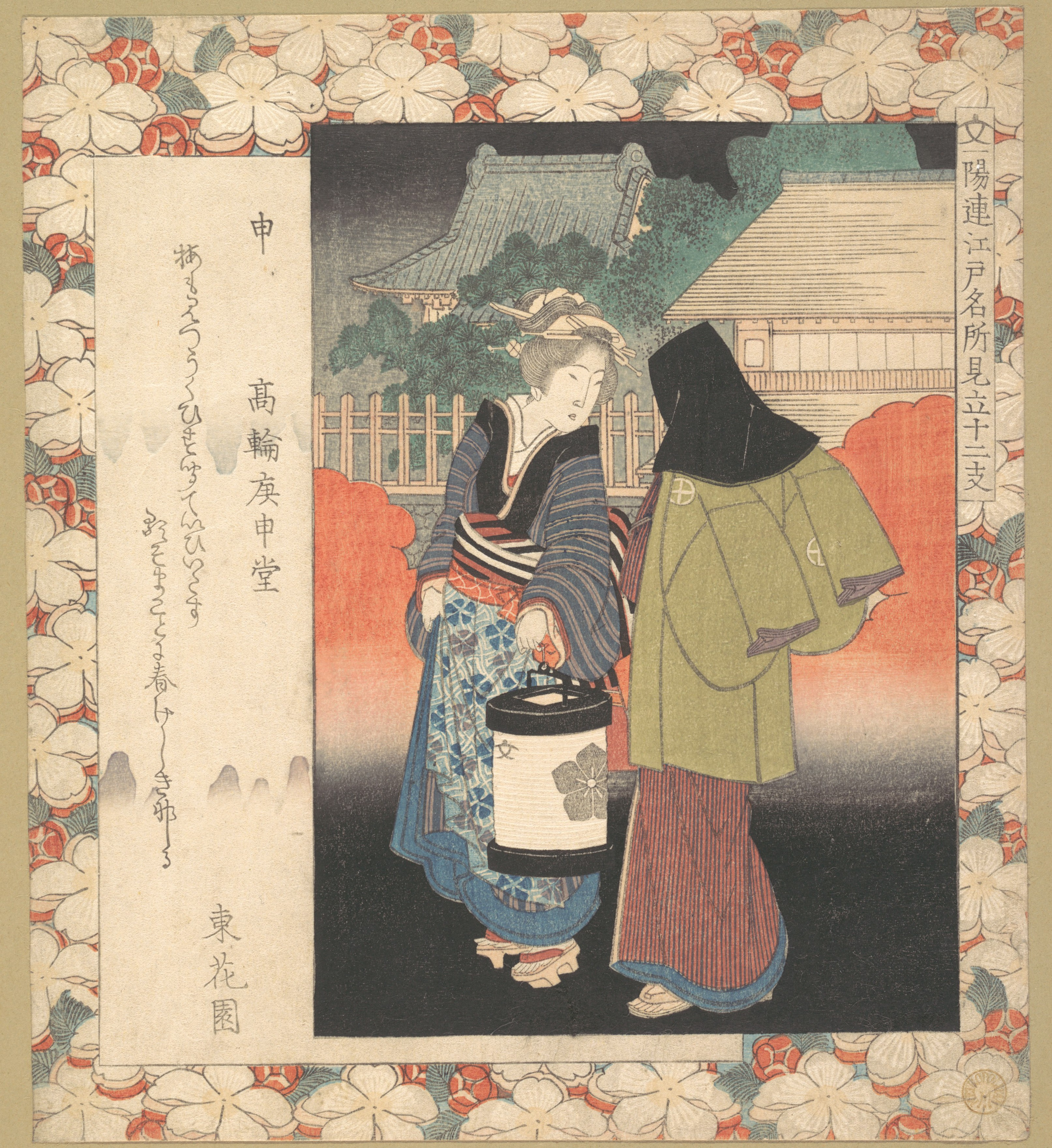
Яшима Гакутей. «Вулична сценка»(сурімоно), бл. 1830, Музей мистецтва Метрополітен
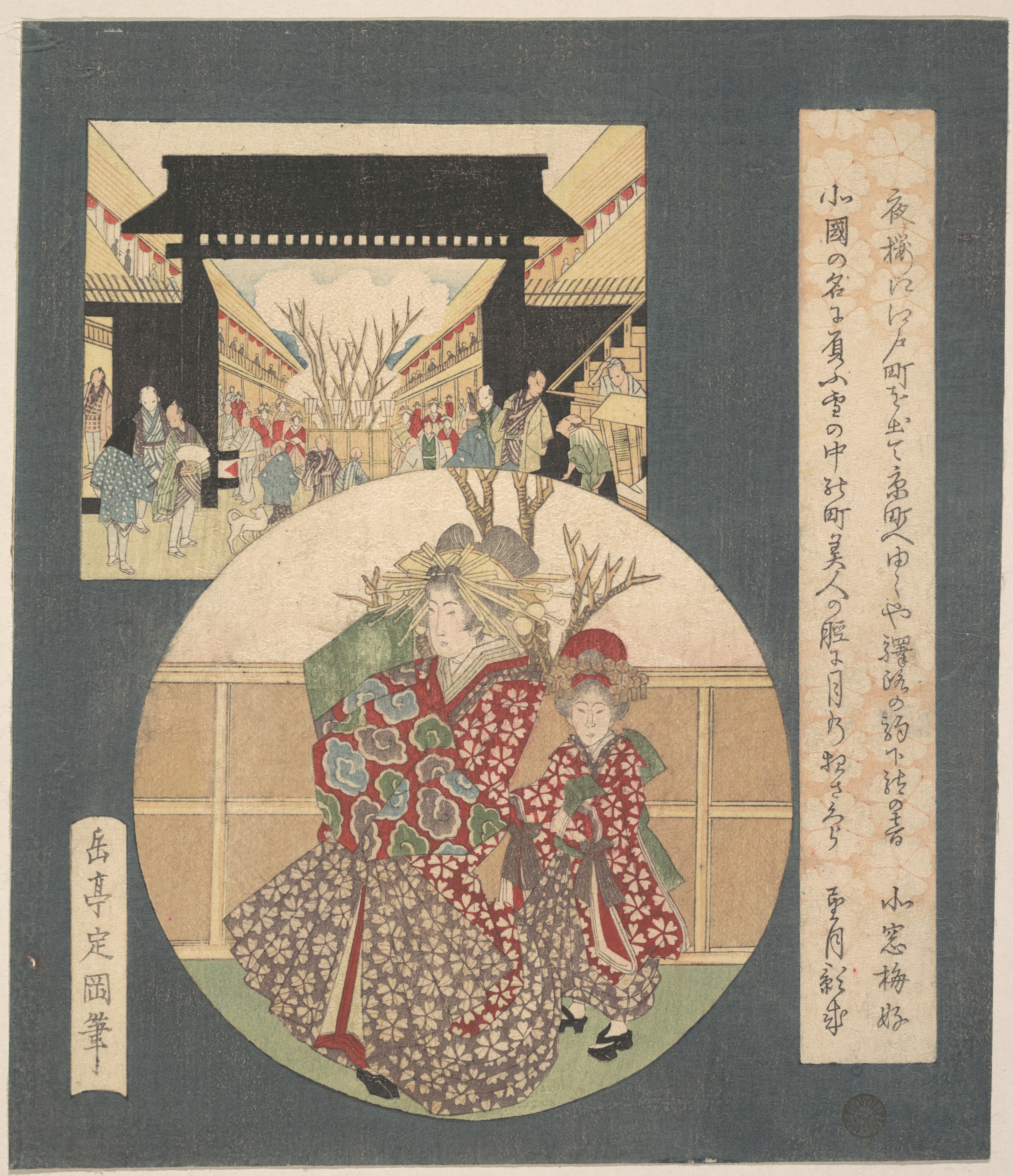
Яшима Гакутей. бл. 1820, «Сурімоно»,Музей мистецтва Метрополітен
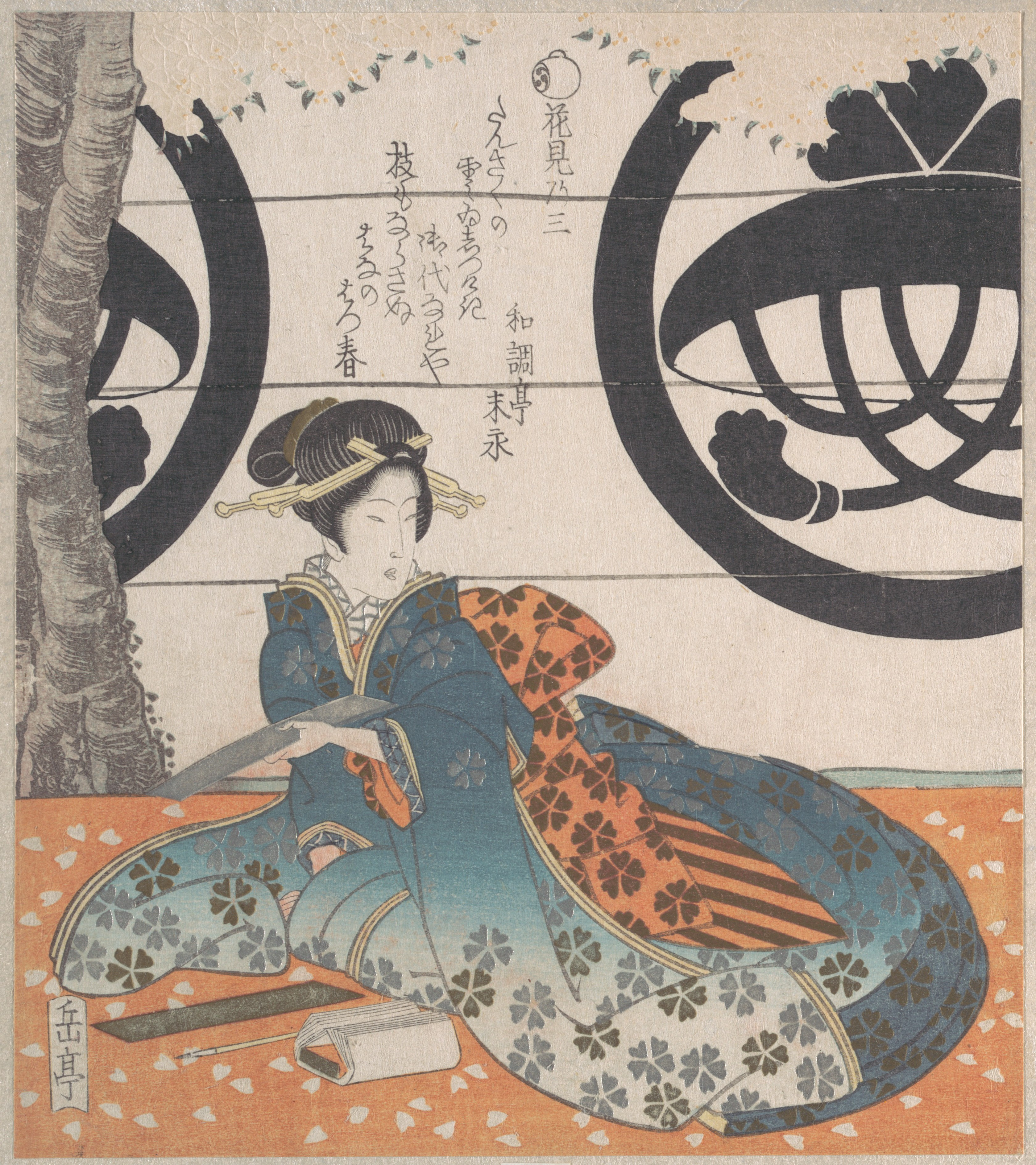
Яшима Гакутей. Аркуш з альбому сурімоно. 1-а половина XIX ст.